# 紅色方案
紅色方案（德語：Fall Rot）是在黃色方案、法國戰役、入侵比荷盧三國和法國北部取得成功後德國國防軍軍事行動的計劃。盟軍被擊敗並被推回北部至海峽沿岸，最終導致敦刻爾克撤退。德國軍隊完成征服法國的行動於1940年6月5日開始。紅色方案始於6月5日在海峽沿岸至塞納河的索姆河上進行的初步攻擊，A集團軍群於6月9日在埃納河以東更遠的地方發起了主要攻勢。

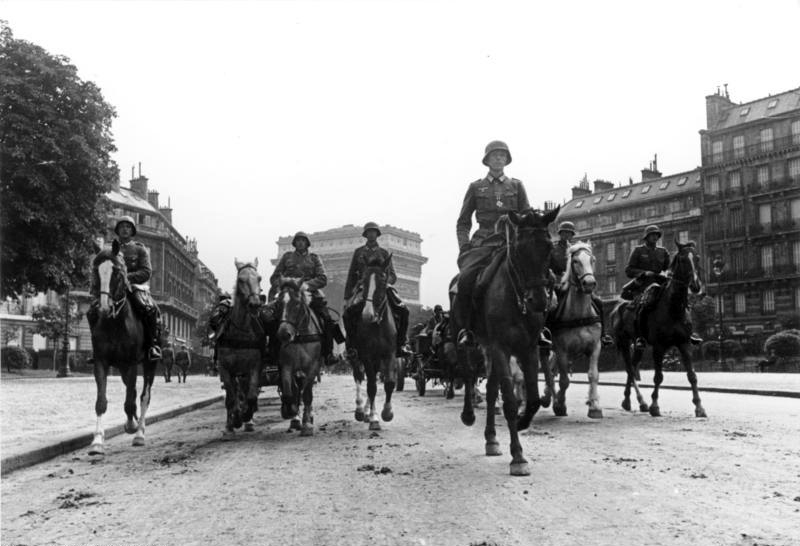
德軍進入巴黎